# 茅侃侃
茅侃侃（1983年5月25日—2018年1月25日），中国互联网行业创业者，曾以创业青年身份接受中国中央电视台采访而知名，与李想等人并称80后互联网创业的“京城四少”。

## 生平
茅侃侃曾是实景游戏运营公司MaJoy（北京时代美兆数字科技公司）创始人，提供戶外槍戰感應遊戲的裝具，後開發了行動醫療領域APP、即時路況APP「哪兒堵」，2006年時受央視節目《對話》訪問並登上《中國企業家》雜誌封面，被封為「京城IT四少」。
2013年後電競熱潮火爆曾一度擔任GTV游戏频道副總裁，之後離開與上市公司萬家文化合資成立「北京万好万家电子竞技传媒有限公司」首席执行官，2016年時萬家文化傳出利多要被明星趙薇夫婦收購，股價狂飆，万家电竞也成為明星子公司，此為茅侃侃人生的巔峰。
然而不久後急轉直下，趙薇夫婦收購財力被揭發是超高額槓桿，30多億元人民幣收購目標中只有自備款6千萬就想入主上市公司，被監管單位認為幕後動機可疑頻頻調查，各種負面新聞出現也讓其合資者退卻，最終收購案破局。之後萬家迅速找到主業務為旅遊地產的祥源控股收購，然而積極賣出公司連串訊息形成市場負面氣氛，認為萬家文化內部有不為人知的虧損或爛攤，市場金主開始遠離萬家系統公司，之後祥源開始清查萬家系，發現万家电竞為旗下大錢坑之一，負債總額達4812.7萬人民幣，每年營業收入卻區區數十萬，旗下網路遊戲心跳戰姬、九州無雙皆不到一年就停止營運，於是拒絕繼續融資，並認為該公司影響形象與財報應該退出集團且給出2017年10月的期限，消息傳出後万家电竞再也無法融資並資金斷裂，拖欠員工約2百萬薪資遭員工投訴到勞動局。
在2017年11月時《證券日報》曾報導萬家電競帳上只剩一千元，電費欠交導致辦公室關閉。
之後追美互动傳播公司、《辣妈来帮忙》節目出品人董默发表微博称後續年底到2018年初期間，茅侃侃用個人信用和變賣家產，大量向好友舉債方式支撐，直到自殺當天是他借給其款項的約定還款日，發訊息不回後晚間11點收到死訊。2018年1月25日，茅侃侃在家中开煤气自杀，未留遗书。

## 著作
- 《像恋爱一样去工作》（长江文艺出版社，2010年11月出版，ISBN 9787535445483）
- 《在那西天取经的路上》（机械工业出版社，2011年4月出版，ISBN 9787111337027）